# Ügetőverseny

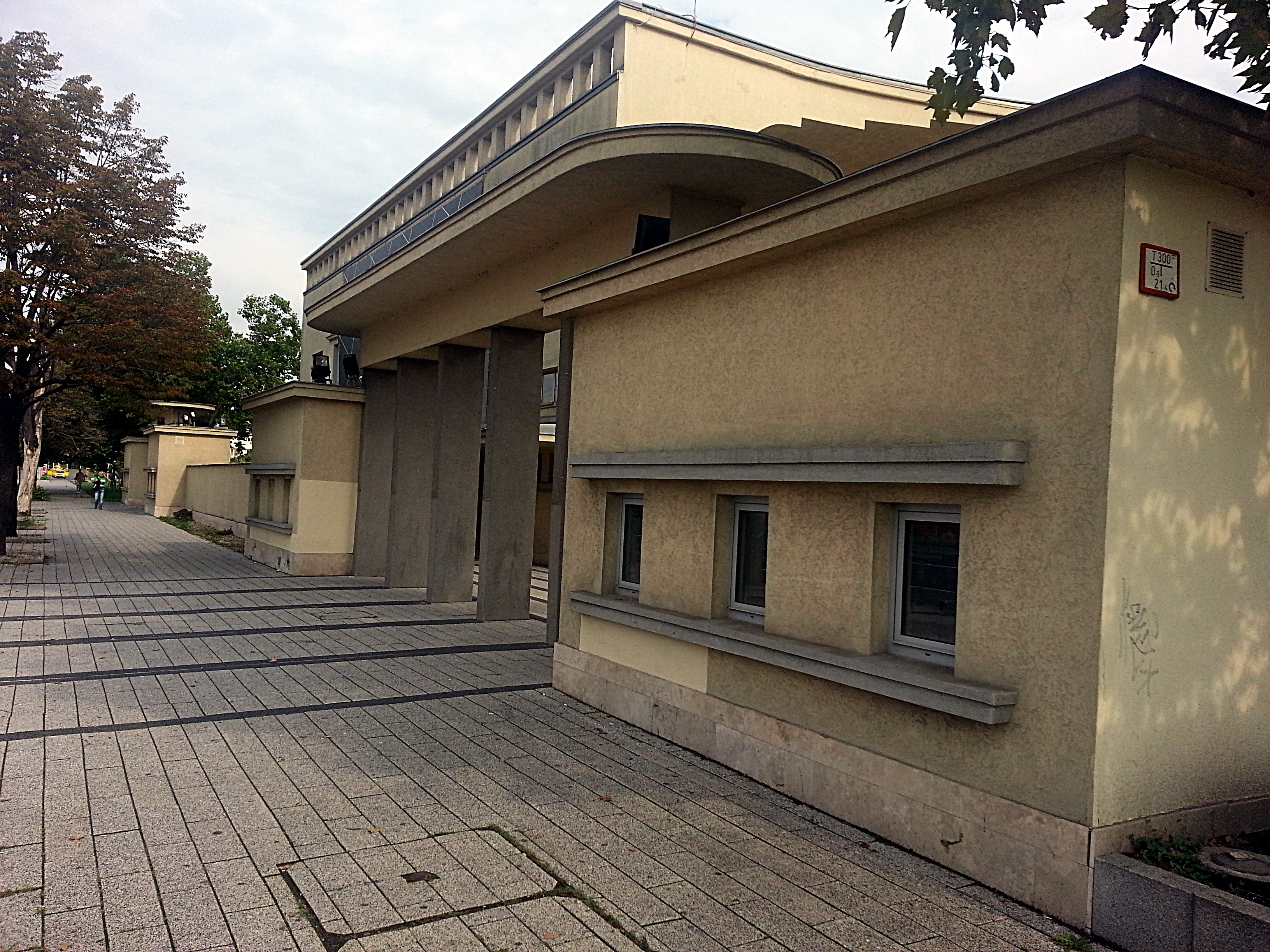
Az egykori Kerepesi úti ügetőpálya mementója

Az ügetőverseny (néha egyszerűen ügető), olyan lóverseny, amelyet ügetésben, ügetőlovakkal, vagyis olyan lófajtákkal futnak, amelyek kitenyésztettség folytán különlegesen nagy ügető-készséggel és képességgel rendelkeznek. Célja eredetileg a tenyésztett fajták kipróbálása. Kiváló ügető fajták az európai angol Norfolk, a gróf Orlov által 1778-ban arabs telivér és dán elődökből kitenyésztett Orlov ügető, ezenkívül a norvég ügető fajta és végül a finn klepper. Minden ügetőfajtát túlszárnyal az amerikai ügető fajta, amelyet ma az egész világon tenyésztenek. Vannak a rendszeres, kétkerekű Sulky-ba fogott, egyesfogatú ügetőversenyeken kívül négykerekű versenykocsikba fogott kettesfogatú ügetőversenyek, és újabban ügető lovakon ügető-lovagló versenyek is. 

## Budapesten

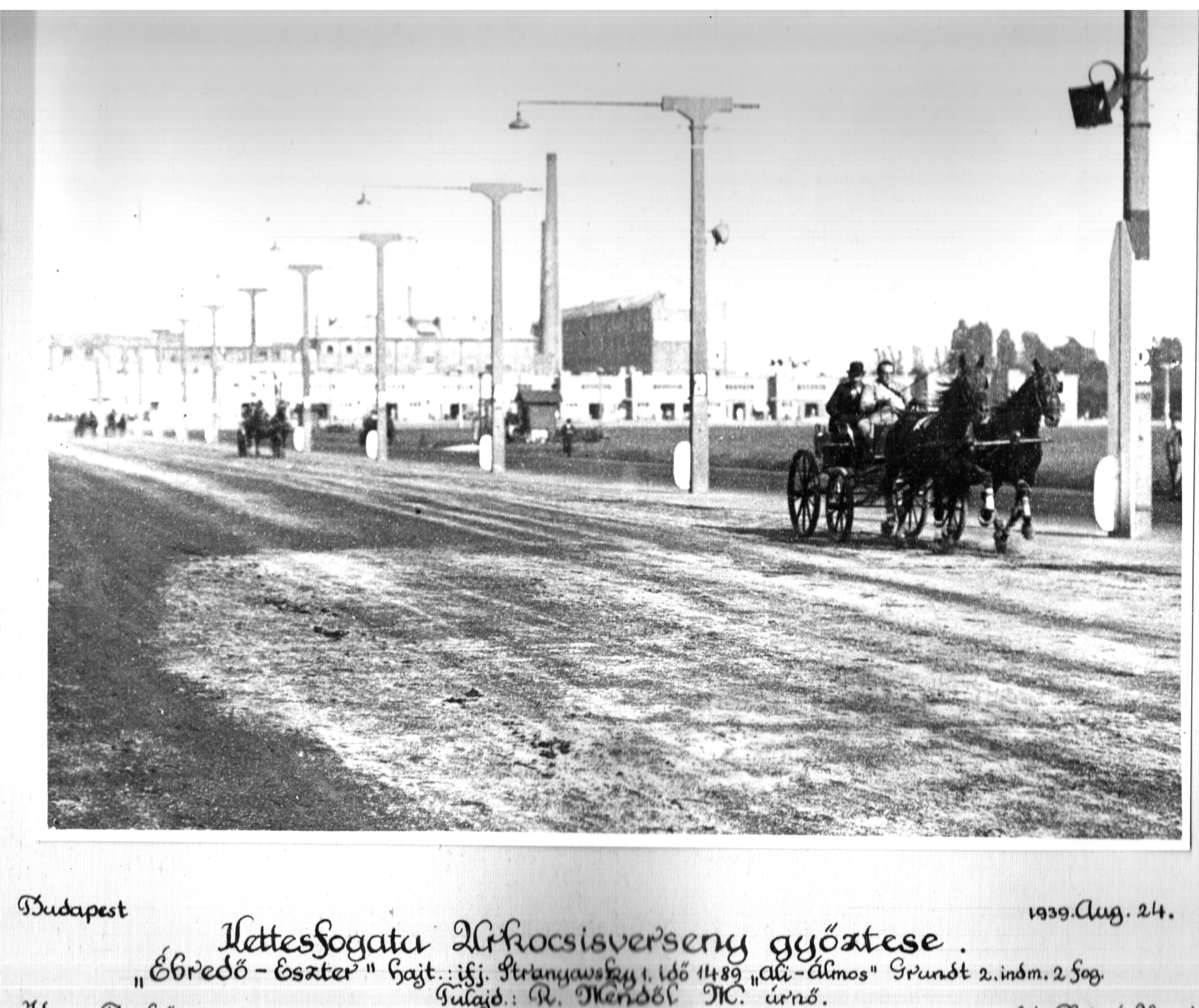
Kettesfogatú Urkocsiverseny győztese, Budapest, 1939. augusztus 24

A Kerepesi úti ügetőpályát az Aréna Pláza építésekor megszüntették. Memento maradt utána.

## Forrás
Uj Idők Lexikona 23-24. Szikesfalu - Zygota (Budapest, 1942) 5989. old.